# David Buttolph
David Buttolph (Nova York, 3 d'agost de 1902 - Poway, Califòrnia, 1 de gener de 1983) fou un compositor de cinema, arranjador i director d'orquestra estatunidenc.

## Biografia
Educat en Julliard, amb una àmplia carrera com a músic d'estudi de la Warner Bros, per la qual va signar algunes de les seves millors partitures, com House of Wax o El monstre dels temps remots. Es va especialitzar en pel·lícules d'acció; fou molt prolífic en l'àmbit del western i en l'esfera de les produccions de baix pressupost, i va tenir una destacada presència en el cinema negre posterior a la Segona Guerra Mundial. Va treballar durant 40 anys per al món del cinema, va contribuir amb alguns dels més grans directors de la seva època (Alfred Hitchcock, Joseph Leo Mankiewicz, John Ford, Raoul Walsh, Elia Kazan, Rouben Mamoulian, Fritz Lang, George Stevens, Henry Hathaway) i va escriure prop de 200 partitures, moltes d'elles en col·laboracions no acreditades amb altres músics de l'estudi.
Malauradament, de la seva vasta obra amb prou feines es troben editades oficialment The Foxes of Harrow, Missió d'audaços (la més colorista de les seves col·laboracions amb John Ford) i una excel·lent regravació de El monstre dels temps remots.

## Filmografia

### Per al cinema
- Nancy Steele Is Missing! (1937)
- Heidi (1937)
- Love is News (1937)
- Cafe Metropole (1937)
- Seventh Heaven (1937)
- Hotel for Women (1939)
- El llaç sagrat (Made for Each Other) (1939)
- The Hound of the Baskervilles (1939)
- The Return of Frank James (1940)
- Chad Hanna (1940)
- Public Deb No. 1 (1940)
- La venjança de Frank James (The Return of Frank James) (1940)
- Tobacco Road (1941)
- Song of the Islands (1942)
- This Gun for Hire (1942)
- Wake Island (1942)
- Bomber's Moon (1943)
- Buffalo Bill (1944)
- It Shouldn't Happen to a Dog (1946)
- Kiss of Death (1947)
- The Foxes of Harrow (1947)
- June Bride (1948)
- La soga (The Rope) (1948)
- Roseanna McCoy (1949)
- Colorado Territory (1949)
- Montana (1950)
- Submarine Command (1951)
- Ten Tall Men (1951)
- Camí de la forca (Along the Great Divide) (1951)
- My Man and I (1952)
- Carson City (1952)
- Talk About a Stranger (1952)
- This Woman Is Dangerous (1952)
- Lone Star (1952)
- Thunder Over the Plains (1953)
- El monstre dels temps remots (The Beast from 20,000 Fathoms) (1953)
- Crime Wave (1953)
- South Sea Woman (1953)
- Els crims del museu de cera (House of Wax) (1953)
- The Man Behind the Gun (1953)
- Jane Calamitat (Calamity Jane) (1953)
- Secret of the Incas (1954)
- Riding Shotgun (1954)
- El fantasma del carrer de la Morgue (Phantom of the Rue Morgue) (1954)
- Mil vegades mort (I Died a Thousand Times) (1955)
- Jump Into Hell (1955)
- Els turons ardents (The Burning Hills) (1956)
- A Cry in the Night (1956)
- Santiago (1956)
- The Steel Jungle (1956)
- The D.I. (1957)
- El gran país (The Big Land) (1957)
- Onionhead (1958)
- The Deep Six (1958)
- Missió d'audaços (The Horse Soldiers) (1959)
- Westbound (1959)
- Guns of the Timberland (1960)
- PT 109 (1963)
- The Man from Galveston (1963)

### Per a sèries de televisió
- Kings Row (1955)
- The Adventures of Long John Silver (1955)
- Conflict (1956)
- Noah's Ark (1956)
- Maverick (1957)
- Wagon Train (1957)
- 77 Sunset Strip (1958)
- Shirley Temple's Storybook (1958)
- The Alaskans (1959)
- The Virginian (1962)
- The New Maverick (1978)